# TT364

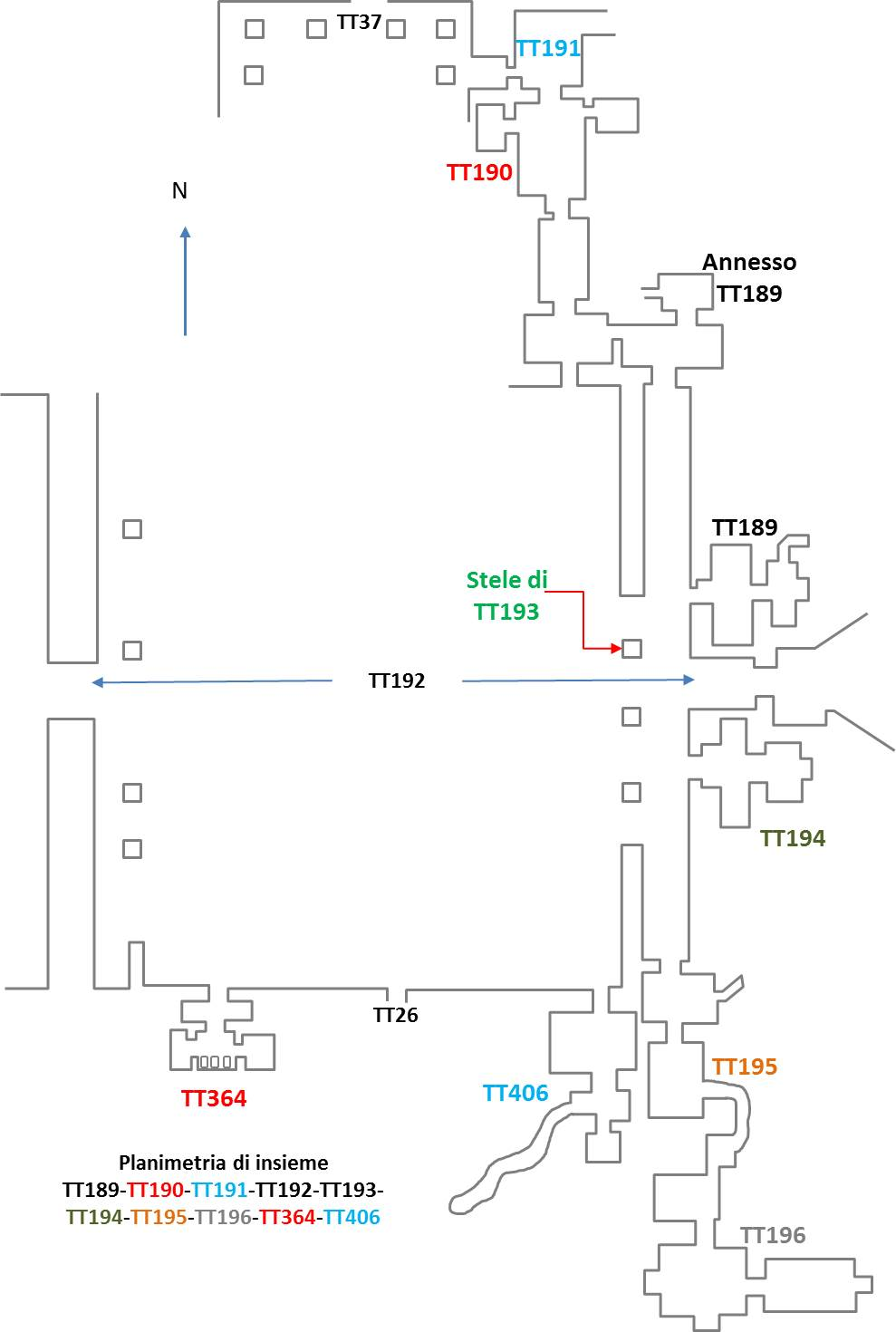
Planimetria generale dell'area in cui insistono le tombe TT192, TT364, TT407

TT364 (Theban Tomb 364) è la sigla che identifica una delle Tombe dei Nobili ubicate nell'area della cosiddetta Necropoli Tebana, sulla sponda occidentale del Nilo dinanzi alla città di Luxor, in Egitto. Destinata a sepolture di nobili e funzionari connessi alle case regnanti, specie del Nuovo Regno, l'area venne sfruttata, come necropoli, fin dall'Antico Regno e, successivamente, sino al periodo Saitico (con la XXVI dinastia) e Tolemaico.

## Titolare
TT364 era la tomba di:
| Titolare  | Titolo                                                                              | Necropoli  | Dinastia/Periodo | Note |
| --------- | ----------------------------------------------------------------------------------- | ---------- | ---------------- | ---- |
| Amenemheb | Scriba delle divine offerte a tutte le divinità di Tebe; Scriba del granaio di Amon | El-Assasif | XIX dinastia     |      |

## Biografia
Unica notizia biografica ricavabile: il nome della moglie, Amentawerhotep.

## La tomba
La tomba si apre al fondo di un ampio cortile appartenente alla TT194 e su cui insistono altre tombe; è planimetricamente realizzata su una camera trasversale da cui si accede a una camera pressoché quadrata che, per i tramite di due corridoi contrapposti, immette in altrettanti locali laterali. Nel corridoio di ingresso (1 rosso in planimetria), su tre registri sovrapposti, il defunto inginocchiato adora una barca sacra trainata da sciacalli; il defunto in adorazione con inni sacri a Amon-Ra-Horakhti; il defunto e la moglie seduti; la barca di Ra adorata dal defunto inginocchiato e da alcuni babbuini. Nella camera trasversale (2) resti di due registri con scene del defunto e della moglie dinanzi a divinità e il solo defunto in scena non ricostruibile; poco oltre (3) su due registri il defunto in adorazione di una barca sacra e il defunto presentato da Horus a Osiride, Iside e Nephtys. Nel corridoio di accesso alla camera quadrata più interna (4), in doppia scena, il defunto inginocchiato dinanzi a divinità (?).

### Annotazioni
1. ↑  La numerazione dei locali e delle pareti segue quella di Porter e Moss 1927, p. 296.
2. ↑  Per differenziare le tombe che insistono nell'area, le numerazioni relative sono riportate in differente colore: nero per la TT192; rossa per la TT364; verde per la TT407.
3. ↑  La prima numerazione delle tombe, dalla numero 1 alla 252, risale al 1913 con l'edizione del "Topographical Catalogue of the Private Tombs of Thebes" di Alan Gardiner e Arthur Weigall. Le tombe erano numerate in ordine di scoperta e non geografico; ugualmente in ordine cronologico di scoperta sono le tombe dalla 253 in poi.
4. ↑  I campi della Duat, ovvero l'aldilà egizio, si trovavano, secondo le credenze, proprio sulla riva occidentale del grande fiume.
5. ↑  Nella sua epoca di utilizzo, l'area era nota come "Quella di fronte al suo Signore" (con riferimento alla riva orientale, dove si trovavano le strutture dei Palazzi di residenza dei re e i templi dei principali dei) o, più semplicemente, "Occidente di Tebe".
6. ↑  le Tombe dei Nobili, benché raggruppate in un'unica area, sono di fatto distribuite su più necropoli distinte.
7. ↑  Le note, sovente di inquadramento topografico della tomba, sono tratte, fino alla TT252, dal "Topographical Catalogue" di Gardiner e Weigall, ed. 1913 e fanno perciò riferimento alla situazione dell'epoca.
8. ↑  TT26; TT37; TT189; TT190; TT191; TT192; TT193; TT194; TT195; TT196; TT406.

### Fonti
1. ↑  Gardiner e Weigall 1913.
2. ↑  Donadoni 1999,  p. 115.
3. ↑  Porter e Moss 1927, p. 427.
4. 1 2  Porter e Moss 1927,  p. 427.